# Эрстед, Ханс Кристиан
Ханс Кристиан Э́рстед (дат. Hans Christian Ørsted; 14 августа 1777, Рудкёбинг, остров Лангеланн — 9 марта 1851, Копенгаген) — датский учёный, физик, исследователь явлений электромагнетизма.
Иностранный член Лондонского королевского общества (1821), Парижской академии наук (1842; корреспондент с 1823), иностранный почётный член Петербургской академии наук (1830).

## Ранние годы
Родился 14 августа 1777 года в маленьком городке Рудкёбинге, расположенном на датском острове Лангеланн. Его отец был аптекарем, денег в семье не было. Начальное образование братья Ханс Кристиан и Андерс получали где придётся: городской парикмахер учил их немецкому; его жена — датскому; пастор маленькой церкви научил их правилам грамматики, познакомил с историей и литературой; землемер научил сложению и вычитанию, а приезжий студент впервые рассказал им о свойствах минералов.
С 12 лет Ханс стал помогать своему отцу в аптеке. Здесь он заинтересовался естественными науками и решил поступать в университет.

## Учёба в Копенгагенском университете
Университет в столице Дании Копенгагене был основан ещё в 1478 году, но его общеобразовательный уровень был ещё весьма низким. Достаточно сказать, что с начала XVIII века кафедра физики в нём была ликвидирована с целью усилить курс богословия.
В 1794 году (когда ему было 17 лет) Эрстед в качестве абитуриента выезжает в Копенгаген и целый год готовится к экзаменам, которые затем успешно сдаёт. Его брат последовал за ним в Копенгаген и изучал там юриспруденцию. Во время учёбы Эрстед занимается практически всеми возможными дисциплинами. За эссе «Границы поэзии и прозы» ему была присуждена Золотая медаль университета.
Он предпочитал разносторонность профессионализму. Следующая его работа, также высоко оценённая, была посвящена свойствам щелочей, а блестяще защищённая диссертация, за которую он в 1798 году (едва окончив обучение) получил степень доктора философии, была посвящена медицине. По другой версии[чьей?], степень доктора философии он (без защиты) получил за свой первый опубликованный труд «Метафизические основы естествознания Канта».
По окончании трёхлетнего обучения в университете Эрстед получил звание фармацевта высшей степени.
Выпускник-фармацевт устроился временным управляющим одной из столичных аптек, но желание заниматься преподаванием привело его к должности адъюнкта (младшая ученая должность в академиях и в вузах; помощник академика или профессора) при университете. Ему было поручено чтение двух лекций в неделю без оплаты труда. Следовательно, он вынужден был продолжать работать в аптеке. Эта работа хоть и отвлекала от науки, но позволяла использовать оборудование аптеки в качестве исследовательской лаборатории.
Три года преподавания в университете не прошли даром. Старательный адъюнкт был замечен начальством и отправлен в заграничную командировку для повышения научной квалификации. Сначала Германия, где произошла встреча командированного учёного с человеком, талант и ум которого оказал глубокое влияние на его научные интересы. Речь идёт о «гениальном фантазёре» и сумасброде, неординарном физике и химике Иоганне Вильгельме Риттере, принципиальном стороннике натурфилософии Шеллинга, идеи которой заключались в том, что будто бы все силы в природе возникают из одних и тех же источников. Эти положения и заинтересовали Эрстеда. Он писал: «Моё твёрдое убеждение, что великое фундаментальное единство пронизывает природу. После того как мы убедились в этом, вдвойне необходимо обратить наше внимание на мир разнообразия, где эта истина найдёт своё единственное подтверждение. Если мы не сделаем этого, единство само по себе становится бесплодным и пустым рассуждением, ведущим к неправильным взглядам».
Затем Париж, где он слушал лекции учёных первой величины — физика Шарля, химика Бертолле, естествоиспытателя Кювье. Большое впечатление на молодого учёного произвели студенческие лаборатории Парижской политехнической школы — в те времена в Дании таких не было. После них он писал: «Сухие лекции без опытов, какие читают в Берлине, не нравятся мне. Все успехи науки должны начинаться с экспериментов».
В 1804 году Эрстед вернулся в Данию. Но с работой в университете у него не все ладилось. Он не мог рассчитывать на государственную оплачиваемую должность. Однако после того как Эрстеду было поручено ведать коллекцией физических и химических приборов, принадлежащих королю, он решается читать частные лекции по физике и химии.
«Мои лекции по химии, — писал начинающий лектор, — привлекают столько слушателей, что не все могут поместиться в аудитории». Именно этими лекциями Эрстед доказал администрации университета своё право на оплачиваемую штатную должность. В 1806 году он стал профессором физики, в функции которого входила обязанность экзаменовать кандидатов по философии, а также преподавать физику и химию студентам-медикам и фармацевтам. «Отныне, — писал уже штатный профессор, — я получил привилегию основать физическую школу в Дании, для которой я надеюсь найти среди молодых студентов много талантливых людей». После этого назначения физика была признана полноправной дисциплиной в Копенгагенском университете.
В 1812 году Эрстед снова выехал за границу — в Берлин и Париж. И там он написал работу «Исследование идентичности электрических и химических сил». Эта работа свидетельствует о том, что автор продолжает руководствоваться своей философской концепцией. С 1815 года Эрстед — непременный секретарь Датского королевского общества.
Эрстед был первым современным мыслителем, который подробно описал и дал название мысленному эксперименту. Он использовал латинско-немецкий термин Gedankenexperiment около 1812 года и немецкий термин Gedankenversuch в 1820 году.

## История открытия

Hans Christian Ørsted, Der Geist in der Natur, 1854

Главное открытие Эрстеда — впервые экспериментально установленная связь между электрическими и магнитными явлениями. История этого открытия, совершенного зимой 1819—1820 учебного года (в одних источниках[каких?] — 15 февраля, в других — ещё в декабре) включает в себя два варианта событий:
Эрстед на лекции в университете демонстрировал нагрев проволоки электричеством от вольтова столба, для чего составил электрическую, или, как тогда говорили, гальваническую цепь. Помимо всего прочего, на демонстрационном столе находился морской компас, поверх стеклянной крышки которого проходил один из проводов. Вдруг кто-то из студентов (здесь показания свидетелей расходятся — говорят[кто?], это был аспирант, а то и вовсе университетский швейцар) случайно заметил, что, когда Эрстед замкнул цепь, магнитная стрелка компаса отклонилась в сторону. Однако существует мнение[чьё?], что Эрстед заметил отклонение стрелки сам.
В пользу стороннего наблюдателя говорит то, что сам Эрстед был занят манипуляциями скручивания проводов, к тому же вряд ли бы он, много раз проводивший такой опыт, стал живо интересоваться его ходом.
Однако предыдущие исследования[какие?] Эрстеда и его увлечённость концепцией Шеллинга говорят об обратном. В некоторых источниках[каких?] даже указывается, что Эрстед якобы всюду носил с собой магнит, чтобы непрерывно думать о связи магнетизма и электричества. Возможно, это вымысел, призванный упрочить позицию Эрстеда как первооткрывателя. В самом деле, если Эрстед был так озабочен проблемой, почему он не попытался целенаправленно поставить опыт с электрической цепью и компасом раньше? Ведь компас — одно из наиболее очевидных практических использований магнита. Тем не менее, нельзя отрицать, что над проблемой связи электричества и магнетизма он задумывался, как впрочем, и над проблемами связи других явлений, между которыми никакой связи не было (напомним, что он был приверженцем концепции Шеллинга).
Для начала Эрстед повторил условия своего лекционного опыта, а затем стал их менять. И обнаружил следующее: «Если расстояние от проволоки до стрелки не превосходит {\displaystyle {\frac {3}{4}}} дюйма, отклонение составляет 45°. Если расстояние увеличивать, то угол пропорционально уменьшается. Абсолютная величина отклонения изменяется в зависимости от мощности аппарата». (Используя данное сообщение, А. М. Ампер вскоре предложит на его принципе магнитоэлектрический гальванометр, роль которого в развитии электрической науки трудно переоценить.)
После этого Эрстеду удалось совершить ещё одно открытие. Экспериментатор решает проверить действие проводников из различных металлов на стрелку. Для этого берутся проволоки из платины, золота, серебра, латуни, свинца, железа. В результате он обнаруживает, что металлы, которые никогда не обнаруживали магнитных свойств, приобретали их, когда через них протекал электрический ток.
Эрстед стал экранировать стрелку от провода стеклом, деревом, смолой, гончарной глиной, камнями, диском электрофора. Экранирование не состоялось. Стрелка упорно отклонялась. Отклонялась даже тогда, когда её поместили в сосуд с водой. Последовал вывод: «Такая передача действия сквозь различные вещества не наблюдалась у обычного электричества и электричества вольтаического».
Когда соединительную проволоку Эрстед ставил вертикально, то магнитная стрелка совсем не указывала на неё, а располагалась как бы по касательной к окружности с центром по оси проволоки. Исследователь предложил считать действие проволоки с током вихревым, так как именно вихрям свойственно действовать в противоположных направлениях на двух концах одного диаметра.

## Публикациии признание
Уже в июне 1820 года Эрстед напечатал на латинском языке небольшую работу под заголовком: «Опыты, относящиеся к действию электрического конфликта на магнитную стрелку». В ней учёный резюмировал: «Основной вывод из этих опытов состоит в том, что магнитная стрелка отклоняется от своего положения равновесия под действием вольтаического аппарата и что этот эффект проявляется, когда контур замкнут, и он не проявляется, когда контур разомкнут. Именно потому, что контур оставался разомкнутым, не увенчались успехом попытки такого же рода, сделанные несколько лет тому назад известными физиками».
В этой же работе он попытался выработать правило, с помощью которого можно было бы заранее определить направление магнитного действия сил, возникающих в проводнике при прохождении по нему электрического тока. Это правило он сформулировал так: «Полюс, который видит отрицательное электричество входящим над собой, отклоняется к западу, а полюс, который видит его входящим под собой, отклоняется к востоку».
Опыты Эрстеда ставили науку в затруднительное положение. Из экспериментов следовало, что сила, действующая между магнитным полюсом и током в проводнике, направлена не по соединяющей их прямой, а по нормали к этой прямой, то есть перпендикулярно. Этот факт подвергал сомнению всю ньютонианскую систему построения мира. Это почувствовали переводчики, переводившие на французский, итальянский, немецкий и английский языки латинский текст датского учёного. Зачастую, сделав буквальный перевод, представлявшийся им неясным, они приводили в примечаниях латинский оригинал.
После своего открытия Эрстед стал всемирно признанным учёным. Он был избран членом многих наиболее авторитетных научных обществ: Лондонского королевского общества и Парижской Академии. В частности, в 1830 году его избрали почётным членом Петербургской академии наук. Англичане присудили ему медаль Копли за научные достижения, а из Франции он получил премию в 3000 золотых франков, когда-то назначенную Наполеоном для авторов самых крупных открытий в области электричества. Он продолжил заниматься наукой — в 1822—1823 годах, независимо от Ж. Фурье, открыл термоэлектрический эффект и создал первый термоэлемент. Изучал сжимаемость и упругость жидкостей и газов, изобрёл пьезометр (устройство, служащее для измерения изменения объёма веществ под воздействием гидростатического давления), пытался обнаружить электрические эффекты под действием звука. Занимался также молекулярной физикой, в частности, изучал отклонения от закона Бойля — Мариотта.
Эрстед обладал не только научным, но и педагогическим талантом, вёл просветительскую деятельность: в 1824 году создал Общество по распространению естествознания, в 1829 стал директором организованной по его инициативе Политехнической школы в Копенгагене, которая позже была переименована в Датский технический университет. Эрстед был избран иностранным членом Шведской королевской академии наук в 1822 году и иностранным почётным членом Американской академии искусств и наук в 1849 году.
Эрстед умер в Копенгагене 9 марта 1851. Его хоронили как национального героя.

## Труды в русском переводе
- Эрстед Г. Х. Опыты, относящиеся к действию электрического конфликта на магнитную стрелку. // В книге: Ампер А. М. Электродинамика. М.: АН СССР, 1954. — 492 с.

## Интересные факты
- Эрстед придумал ряд научных терминов для датского языка, некоторые из которых используются и по сей день, например: кислород (ilt), водород (brint), объём (rumfang), плотность (vægtfylde).
- В сказке «Два брата» Х. К. Андерсен писал про знаменитых братьев Ханса Кристиана и Андерса Эрстедов.
- Братья Эрстеды — главные герои трилогии Г. Л. Олди и А. Валентинова «Алюмен».